# Laguna de los Peces
La laguna de los Peces es una laguna ubicada en el término municipal de Galende de la provincia de Zamora (Castilla y León, España).

## Geografía física

### Ubicación
Situada en la comarca de Sanabria, es una laguna de montaña de origen glaciar que se encuentra ubicada a una altitud de 1707 m, altura que le obliga a pasar el final del otoño, el invierno y el principio de la primavera helada y sus alrededores cubiertos de nieve. Se encuentra en las proximidades del lago de Sanabria y pertenece al espacio protegido del parque natural del Lago de Sanabria y Alrededores.

### Acceso
Se trata de la única laguna sanabresa a la cual se puede acceder en coche por una carretera asfaltada, a pesar de esto el firme no es del todo regular y la carretera es muy sinuosa con curvas pronunciadas que se asoman a valles como el del cañón del río Forcadura con un barranco de más de 250 metros.
La carretera pasa varios días al invierno cortada, especialmente cuando las nevadas se suceden en toda la comarca ya que las máquinas quitanieves se centran lógicamente en limpiar los accesos a los núcleos habitados y dicha carretera permanece cerrada al tráfico.

### Clima

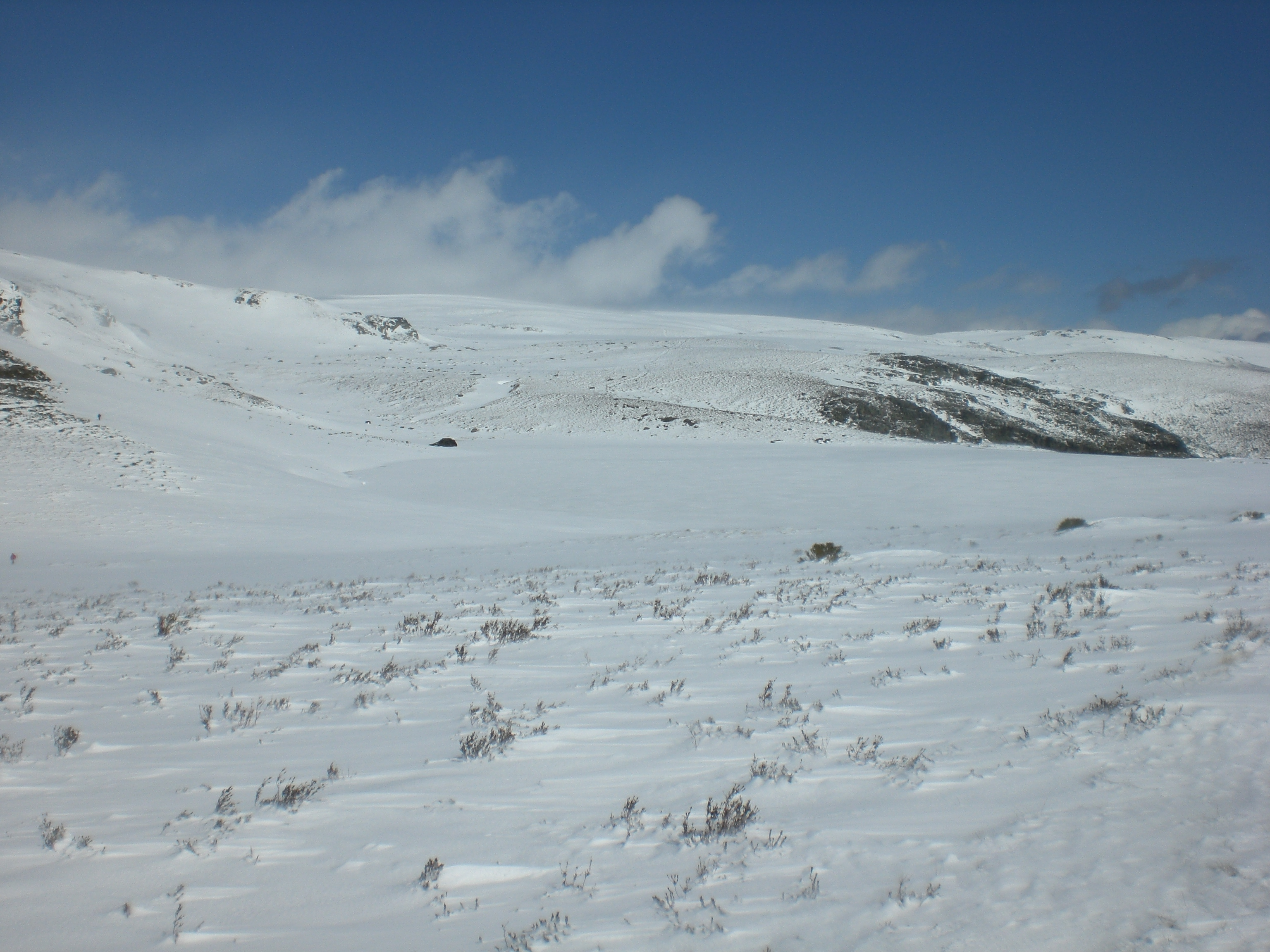
La laguna de los Peces cubierta de nieve.

El clima en esta zona es muy frío y húmedo durante el invierno y templado y más seco durante el verano.
La laguna soporta los meses de diciembre, enero y febrero temperaturas máximas que muy rara vez superan los 0 °C y mínimas que pueden descender hasta los -20 °C con cierta facilidad, esto, unido al fuerte viento que azota esta zona puede hacer llegar la sensación térmica hasta temperaturas de 30 °C negativos o incluso menos. En invierno se suceden los días de heladas y nevada, y debido a las bajas temperaturas de la comarca la cota de nieve no suele subir de los 1600-1700 m muy numerosos días por lo que la mayor parte de la precipitación que cae durante el final del otoño, el invierno y el principio de la primavera es nieve.
Son propicias las grandes nevadas pudiéndose alcanzar espesores de hasta dos metros y esta puede estar presente en el lugar hasta el mes de junio.

## Acceso
Su acceso puede realizarse en coche, existiendo una explanada de aparcamiento en la que poder dejar el vehículo. Para llegar a ella hay que pasar por San Martín de Castañeda y seguir la subida por una carretera de fuerte inclinación y bonitas vistas. En la carretera que llega hasta la laguna, se sitúa un bonito mirador al que los lugareños denominan Neveira. Desde el mismo se puede observar una bella perspectiva del lago de Sanabria y de buena parte de la comarca.
De la laguna de los Peces parten varias rutas de senderismo, algunas de ellas señalizadas, que nos permiten acceder por ejemplo a Peña Trevinca y Moncalvo.